# Джейк Ллойд
Джейк Меттью Ллойд (англ. Jake Matthew Lloyd); нар. 5 березня 1989, Форт-Коллінс, Колорадо, США) — колишній американський актор, також відомий як Джейк Бродбент (англ. Jake Broadbent). Здобув популярність завдяки ролі Енакіна Скайвокера у фільмі Зоряні війни: Прихована загроза.

## Біографія
Джейк Ллойд народився 5 березня 1989 у Форт-Коллінсі, США. Батько — Вільям Ллойд, мати — Ліза Райлі, сестра — Медісон. Навчався в середній школі Кармель, потім в Колумбійському коледжі в Чикаго.
З 1995 по 1999 рік часто знімався в рекламі, в тому числі для компаній «Ford», «Kmart», «Пепсі», «Jeep».
Дебютував у кіно в 1996 році. Знімався в серіалах «Швидка допомога» і «Удавальник», у фільмах «Зриваючи зірки», «Подарунок на Різдво» (де він зіграв сина героя Арнольда Шварценеггера) та інших. Найбільш знаний за роллю Енакіна Скайуокера в фільмі «Зоряні війни. Епізод I: Прихована загроза». Займався озвученням шести ігор за мотивами «Зоряних воєн».
2001 року завершив акторську кар'єру, пояснивши це тим, що роль Енакіна Скайуокера зруйнувала його кар'єру і вимотала численними інтерв'ю. Періодично з'являється як гість на фестивалях науково-фантастичних фільмів. Якийсь час Ллойд навчався в Колумбійському Коледжі Чикаго, де вивчав кіно і психологію.
17 червня 2015 року Джека Ллойда затримала поліція через перевищення швидкості за кермом, якому передувала гонитва. Актора звинуватили відразу в кількох правопорушеннях. Йому інкримінували перевищення швидкості, водіння без ліцензії, проїзд на червоне світло та опір при арешті. При цьому сам актор потрапив в аварію, але тілесних ушкоджень не зазнав. Його мати, Ліза, заявила, що в Ллойда шизофренія і ця гонитва стала результатом того, що він відмовлявся приймати ліки й у нього стався зрив. Вона також сказала, що Ллойд напав на неї в її будинку, в Індіанаполісі, 26 березня 2015 року, коли перебував у стані афекту через свою хворобу. У квітні 2016 року його перевели до психіатричної лікарні після встановленого діагнозу шизофренія.